# Мушекви, Няша Либерти
Няша Либерти Мушекви (англ. Nyasha Liberty Mushekwi; 21 августа 1987, Хараре) — зимбабвийский футболист, нападающий китайского клуба «Далянь Кун Сити».
Выступал за сборную Зимбабве.

## Карьера

### Клубы
Футбольную карьеру начал в клубе «КАПС Юнайтед». В 2009 году стал лучшим бомбардиром национального чемпионата, забив 21 мяч. В 2010 году перешёл в южноафриканский Мамелоди Сандаунз. В дебютном сезоне забил за команду 14 мячей, разделив вторую строчку в списке бомбардиров чемпионата с Лехлохоноло Маджоро.
Перед сезоном 2013/14 на правах аренды перешёл в бельгийский «Остенде». В феврале 2014 года получил травму, из-за которой не играл до ноября. После восстановления не смог играть за «Сандаунз», так как клуб на тот момент использовал установленную регламентом чемпионата квоту на легионеров.
В 2015 году находился на просмотре в датском «Хобро», но в итоге перешёл в «Юргорден».
22 декабря 2015 года перешёл в «Далянь Ифан».

### Сборная
Является игроком национальной сборной. Был фигурантом скандала вокруг договорных матчей с участием сборной, но избежал пожизненной дисквалификации благодаря сотрудничеству со следствием.
Входил в состав сборной на Кубке Африки 2017.